# Teleskopgabel

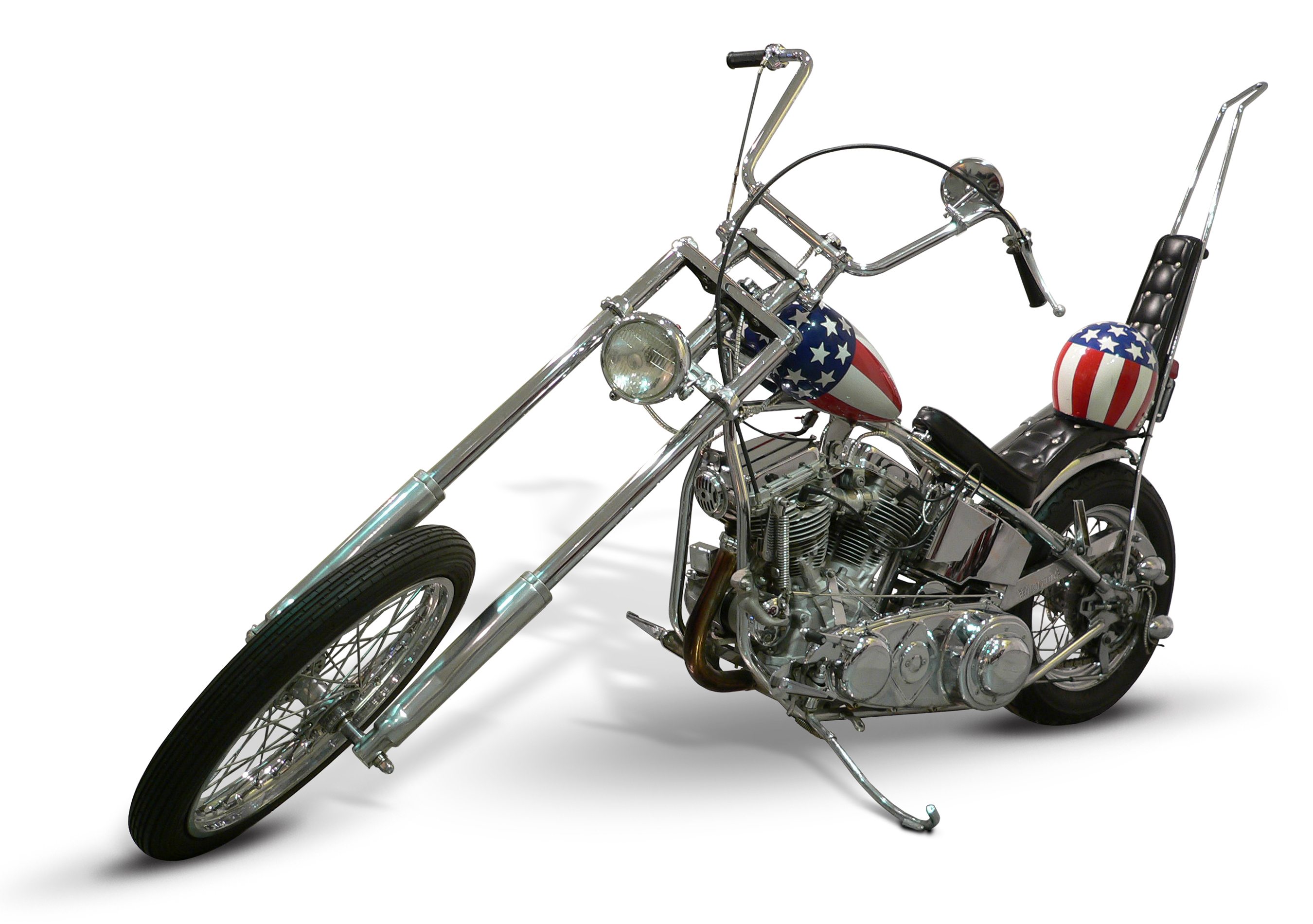
Die zweifellos herausragendste Teleskopgabel wurde am Captain America (Motorrad) für Easy Rider verbaut, Ende 1967, als 30 cm verlängerte Harley-Hydraglide-Gabel

Teleskopgabel

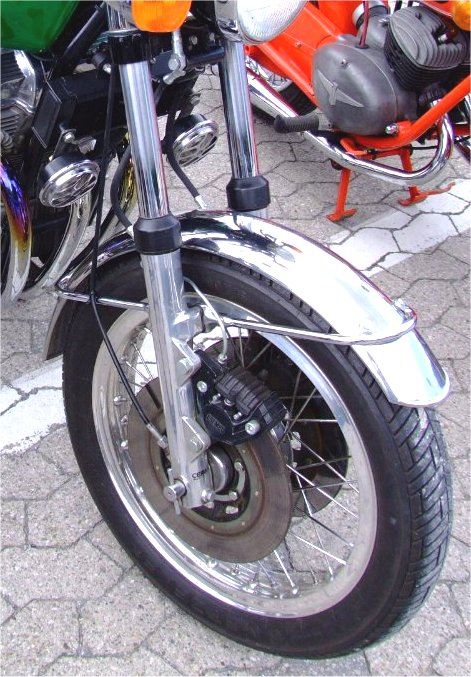
Klassische Teleskopgabel (1974)

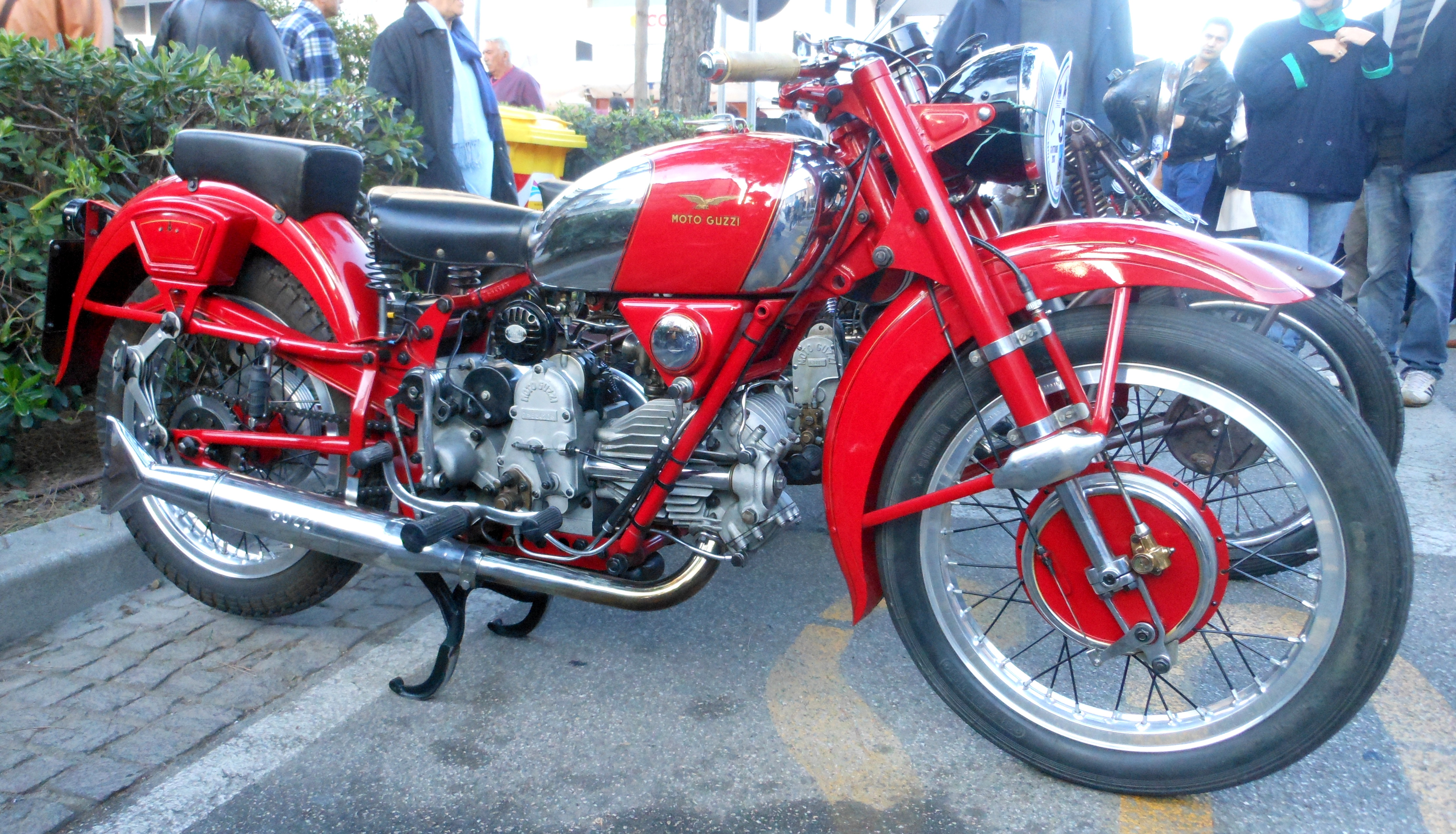
Upside-down (Moto Guzzi Falcone, 1950–67)

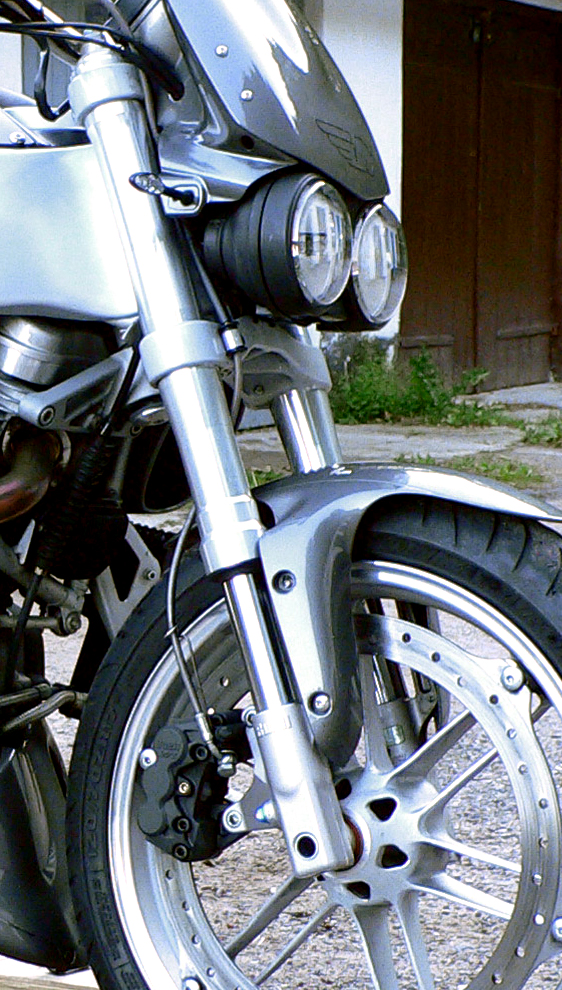
Upside-down (2003)

Die Teleskopgabel (kurz Telegabel, auch Tauchgabel) ist eine Vorderradaufhängung für Zweiräder. Sie ist die häufigste Form der Motorradgabel und der Federgabel an Fahrrädern. 1935 führte BMW die hydraulische Teleskopgabel im Motorrad ein. Die Überlegenheit des Konzepts gegenüber anderen Vorderradaufhängungen zeigt sich bei der Motorrad-Weltmeisterschaft (außer der Gespannklasse), die seit den 1960er Jahren nur von Motorrädern mit Teleskopgabel gewonnen wurde.

## Geschichte

### Anfänge
Seit 1905 gab es verschiedene Versuche, eine Federung in eine Vorderradgabel zu integrieren. Phänomen und Wanderer bauten Federgabeln mit Hülsenführungen. Der englische Motorradhersteller Scott beschäftigte sich seit 1909 mit diesem Problem. Die „Scott-Tauchgabel“ bot jedoch nicht die vollkommene Kapselung sowie die hydraulische Dämpfung der Teleskopgabel. Eine ähnliche Tauchgabel ist die 1911 von Joseph Merkel patentierte „Truss-Gabel“ in der Flying Merkel. 1929 entwickelte Monroe den ersten 2-Wege-Hydraulikstoßdämpfer. 1934 brachte der dänische Motorradhersteller Nimbus das Modell Type C , genannt „Humlebi“ (Hummel) mit Teleskopgabel ohne hydraulische Dämpfung heraus.

### Hydraulische Tauchgabel (Teleskopgabel)
1935 stellte BMW an seinen neuesten Modellen BMW R 12 und BMW R 17 die hydraulische Tauchgabel vor. Die Tragfedern lagen in Blechhülsen außerhalb der Führungsrohre, der Federweg betrug 100 mm. BMW nannte die Tauchgabel Teleskopgabel, da Standrohre und Tauchrohre wie bei einem zusammenschiebbaren Fernrohr (Teleskop) ineinander glitten. Die ersten Tauchgabeln waren so angebracht, dass das Innenrohr (Standrohr) unten an der Radachse befestigt wurde, das Außenrohr (Gleitrohr) oben am Lenkkopf und an der Gabelbrücke.

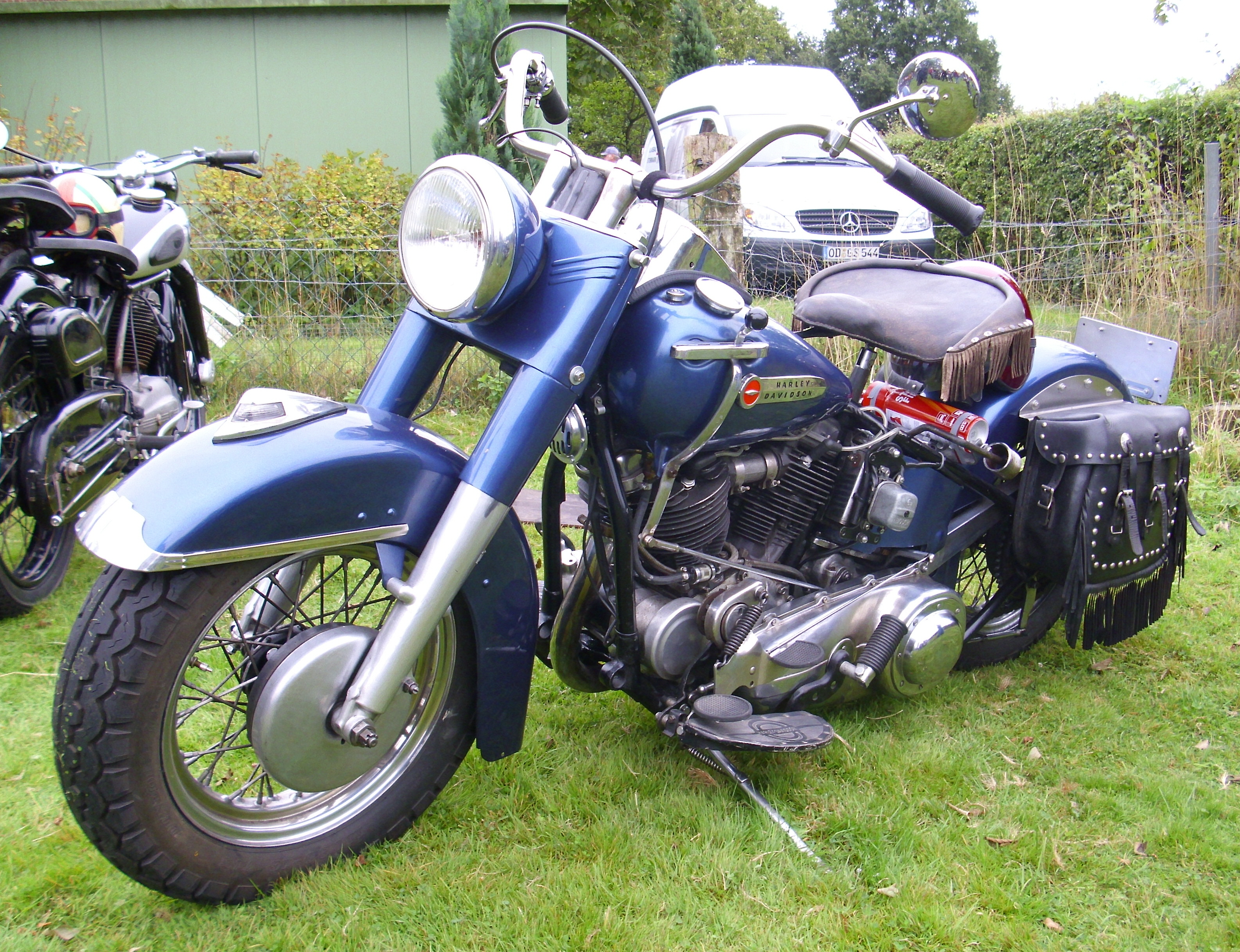
Harley Hydra-Glide ab 1949

Für das Modelljahr 1949 ersetzte Harley-Davidson bei der großen Big-Twin-V2-Motor-Modellreihe die bisherige Springergabel durch eine Teleskopgabel mit mehr Federweg und Dämpfung, in der auf den ersten Blick die unteren Rohre in die größeren oberen eintauchen. Es handelt sich jedoch oben um eine lackierte Blechverkleidung die auch den Scheinwerfer umfasste (später Ochsenkopf genannt). Unter der unteren Gabelbrücke hingen Blechrohre, so dass die 41,3 mm starken Standrohre gegen Staub, Insekten, Steinschlag geschützt waren und die Dichtung geschont wurde. Gabelbälge übernahmen später diese Funktion insbesondere bei Geländemaschinen. Die Gleitrohre nahmen am unteren Ende die Radachse auf sowie eine Trommelbremse und den Kotflügel. Eine versteckte Spezialität für Seitenwagenbetrieb sowie das ServiCar-Dreirad war die Option einer verstellbaren Gabelbrücke, bei der die Standrohre oben schwenkbar gelagert waren, und die untere Brücke in zwei Positionen arretiert werden konnte: normal für Solofahrt, und nach vorne gestellt mit weniger Nachlauf und geringeren Lenkkräften im Gespannbetrieb. Das Sonderteil wurde später auch in einigen Choppern mit verlängerter Gabel verbaut, so dass die Lenkgeometrie wieder korrigiert wurde während mit Seriengabelbrücken hohe Lenkkräfte auftraten.
Seit den 1960er Jahren bevorzugen insbesondere japanische Hersteller die simple Telegabel – Standrohr oben, Gleitrohr unten an der Radachse. Auch BMW verwendete diese Bauart seit 1969 (nach der zwischenzeitlichen Verwendung der Earles-Gabel, 1955–1969), so dass sich diese Anordnung als Normalität etablierte.
Als der niederländische Hersteller White Power Suspension in den 1980er Jahren die ursprüngliche Ausrichtung wieder herstellte, wurde dies als „kopfüber“ empfunden, und ist infolgedessen unter dem Begriff „Upside-Down“ bekannt.
1984 wurde beim Motocross-Modell KTM 495 MX erstmals eine Upside-Down-Gabel von White-Power verbaut. Beim Motocross sind die Bremskräfte aufgrund niedriger Bodenhaftung, Geschwindigkeit und Fahrzeugmasse eher gering, so dass nur das Drehmoment einer eher kleinen Bremszange aufgenommen werden muss. Der Kotflügel ist bei Crosser und Enduro sowieso an der Gabelbrücke.
Für kräftige doppelte Bremsen von Straßenmaschinen musste stabilere Aufnahmen gefertigt werden, zudem musste der Kotflügel radnah befestigt werden. Heute gilt die Upside-Down-Bauweise nicht nur bei Sportmotorrädern als Standard.

## Bauarten

### Klassische Teleskopgabel
Bei der klassischen Bauform, die seit den 1960er bis in die 2000er Jahre die Standardbauweise war, nimmt die Gabelbrücke am Lenkkopf die Standrohre auf. Diese gleiten in den unten liegenden Tauchrohren oder Gleitrohren, die Radachse und Bremse tragen. Nahezu alle Hersteller rüsten bis heute Motorräder im niedrigen Preissegment damit aus, da die klassische Teleskopgabel kostengünstig zu produzieren ist. Die entscheidenden Nachteile der klassischen Telegabel gegenüber der Upside-down-Gabel sind die höheren ungefederten Massen und die geringere Biegesteifigkeit.
Eine Teleskopgabel besteht in der Regel aus zwei Rohren, die oben durch eine Gabelbrücke verbunden sind. Zwischen diesen ist ein drittes, kurzes Rohr angebracht, der Gabelschaft. Er lagert die Gabelbrücke drehbar im Lenkkopflager. Das Gabelbein gleitet im Tauchrohr und ist mit einer inneren Schraubenfeder abgestützt. Zur Dämpfung der Bewegung ist meist zusätzlich ein Kolben im Tauchrohr angebracht, der bei der Bewegung des Gabelbeins das Gabelöl durch kleine Bohrungen presst und damit als Stoßdämpfer wirkt, siehe unten.

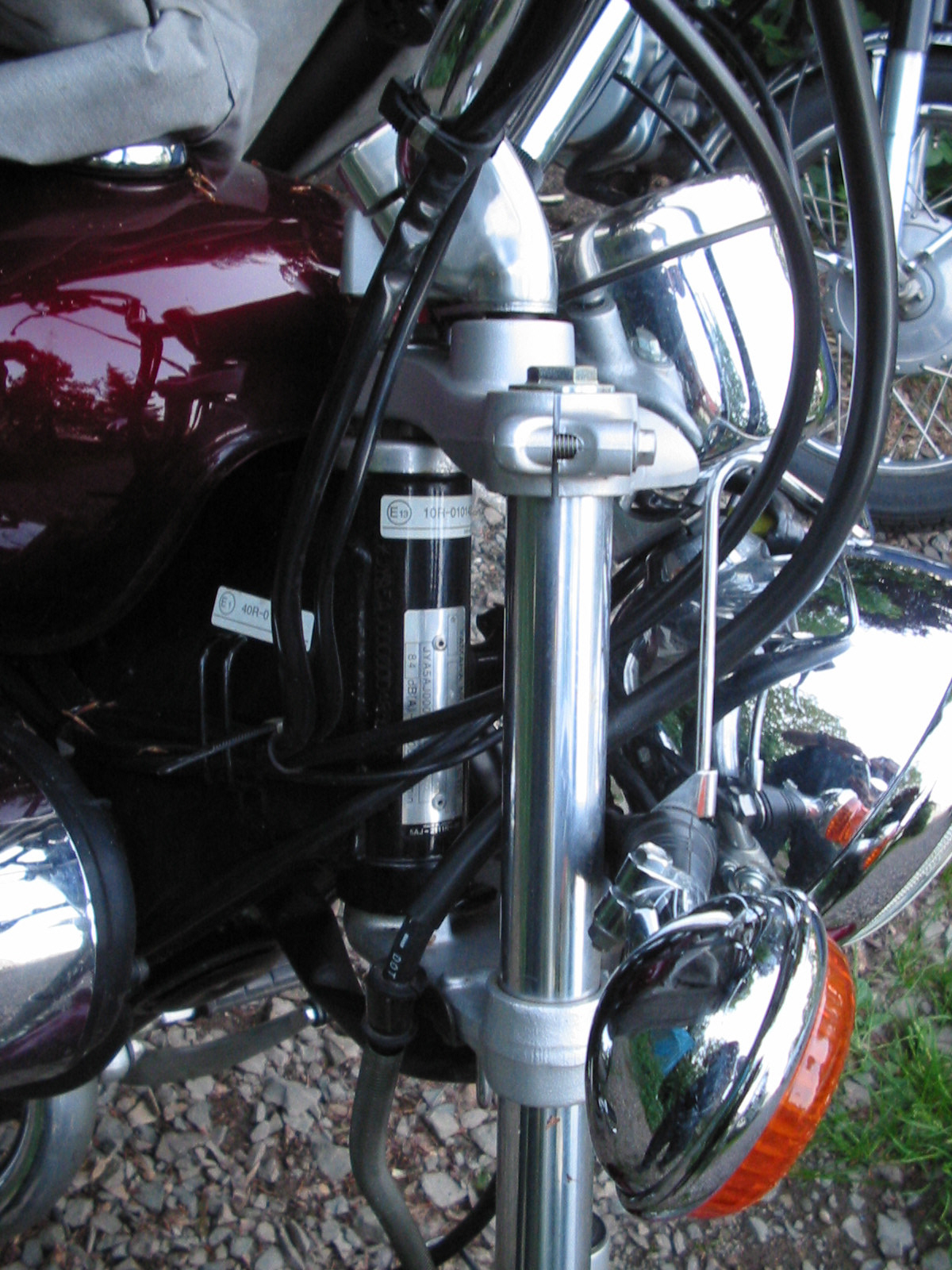
Gabelbrücke

### Upside-down-Gabel
Die Gabelbeine von Upside-down-Gabeln (auch USD-Gabel, im angelsächsischen auch Inverted fork) sind so angeordnet, dass die inneren Rohre unten liegen und die Steckachse des Vorderrades tragen. Die Gabelbrücken, an denen große Hebelkräfte wirken, führen so die biegesteiferen äußeren Rohre mit dem größeren Durchmesser. Die inneren Gabelbeinrohre sind zwar weniger steif, weil ihnen durch den umgekehrten Einbau die feste Fixierung durch die Gabelbrücken fehlt, können als Gleitrohre aber in weiter voneinander entfernten Gleitlagern geführt werden, so dass insgesamt eine höhere Steifigkeit des Gabelbeins erzielt wird.
Weiterhin hat diese Konstruktion geringere ungefederte Massen, was grundsätzlich die Radführung verbessert. Allerdings ist das Gesamtgewicht einer Upside-down-Gabel konstruktionsbedingt größer und der Lenkeinschlag wegen der dickeren Rohre oben geringer. Zudem sind die Gabeldichtringe theoretisch einem stärkeren Verschleiß durch Verschmutzung unterworfen, was jedoch durch speziell geformte Schutzbleche verringert werden kann.

## Technik

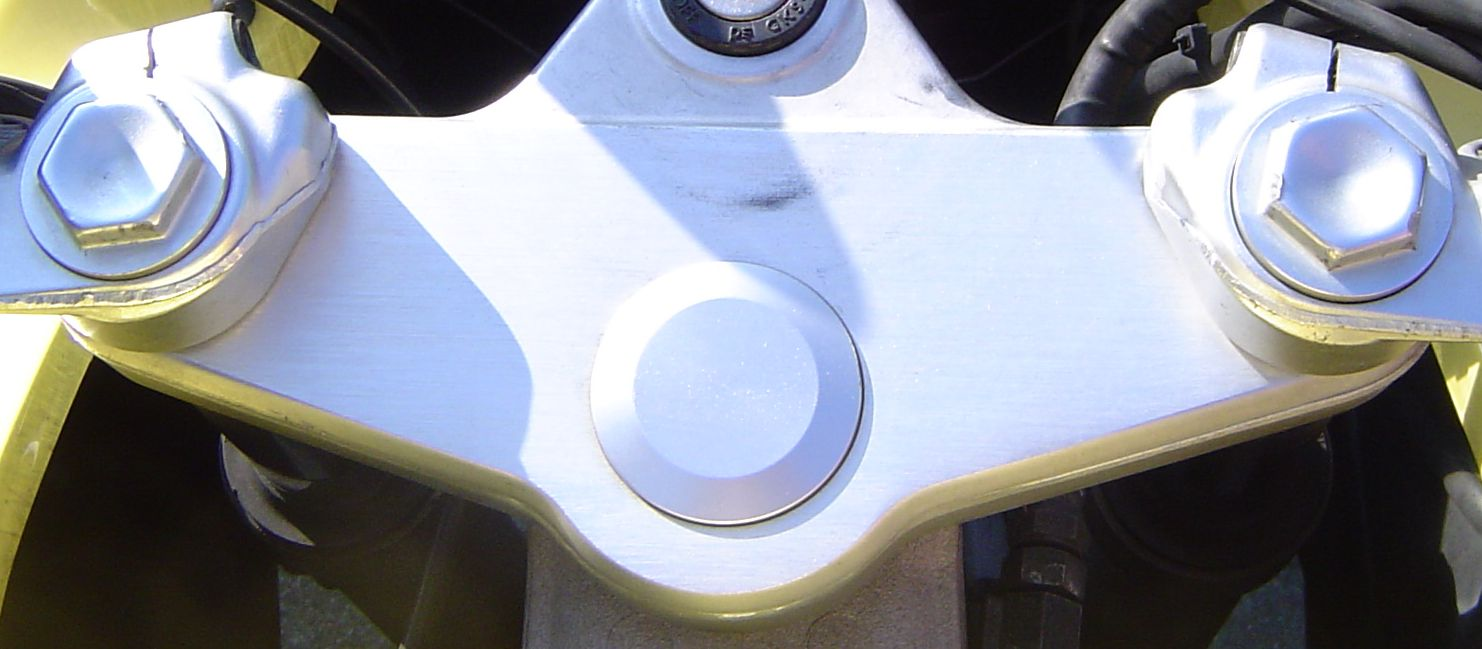
Die obere Gabelbrücke (auch Deckplatte genannt), an welcher i. d. R. der Lenker befestigt wird. Die Lenkerstummel dieses Modells sind direkt an den Standrohren angebracht (im Rennsport üblich).

Eine Telegabel besteht aus zwei Gabelbrücken (a) und zwei Gabelbeinen. Die beiden Gabelbeine bestehen jeweils aus Standrohr und Tauchrohr (auch Gleitrohr), die durch zwei Verschlussstopfen abgedichtet werden. Im Inneren des Gleitrohrs befinden sich Tragfedern, Dämpferrohr und Dämpferkolben, welche die Federung/Dämpfung des Vorderrades übernehmen. An der Telegabel werden am oberen Ende der Gabelbrücke der Lenker, am unteren Ende das Vorderrad und Schutzblech (Kotflügel) angebracht. Bei bestimmten Modellen sind auch der Scheinwerfer und das Horn (Hupe) an der Telegabel befestigt.

### Stabilität
Die Stabilität der Teleskopgabel wird maßgeblich vom
- Standrohrdurchmesser, der
- Stabilität der Gabelbrücke und der
- Radachsensteifheit beeinflusst.[14]

Der Standrohrdurchmesser bei den sportlichsten Modellen lag Anfang der 1970er Jahre bei 36 mm und liegt heute bei 46 mm. Bei klassischen Teleskopgabeln wurde ab den 1970er Jahren zwischen den Gabelholmen zusätzlich ein Gabelstabilisator angebracht, um die Biegesteifigkeit zu erhöhen.

### Lenkkopf
Über das Verbindungselement Gabelbrücke wird die Gabel drehbar am Lenkkopf gelagert. Das Lager, das die Drehbewegung ermöglicht, heißt Lenkkopflager. Es wird als Axial-Rillenkugellager oder als Kegelrollenlager ausgeführt.

### Federung und Dämpfung
An motorisierten Zweirädern mit Teleskopgabel werden heute nur noch hydraulisch gedämpfte Konstruktionen mit Schraubendruckfedern eingesetzt. Bei Sporteinsätzen werden häufig je nach Streckenbeschaffenheit unterschiedlich harte linear gewickelte Federn eingesetzt; typische Werte der Federrate liegen um 10 N/mm. Es gibt progressiv gewickelte Federn, die höheren Fahrkomfort ermöglichen, da sie im meist genutzten Bereich weicher ansprechen und bei hoher Belastung durch die höhere Federrate mehr Reserven zur Verfügung stellen.
Gleitrohr und Standrohr sind durch einen Wellendichtring (Simmerring) gegeneinander abgedichtet. Die Gabelbeine enthalten eine Ölfüllung und eine sich darin bewegende Dämpferstange mit Bohrungen, die als hydraulischer Stoßdämpfer wirkt. Die Viskosität des eingefüllten Gabelöls beeinflusst diese Dämpfung und liegt im Bereich der Viskositätsklasse SAE 5 bis SAE 20 (Vergleichswert).
Bei einer Cartridge- (Kartuschen-)Gabel wird die konstante Ölbohrung am Dämpfer durch eine Reihe von Federscheiben (Shim-Paket) ersetzt, die je nach Einfeder-Geschwindigkeit einen anderen Querschnitt freigeben. Das Ziel ist eine weiche Dämpfung bei kleinen Unebenheiten, die u. a. für besseren Bodenkontakt des Reifens sorgt. Die harte Dämpfung wird dagegen beim starken Einfedern angestrebt. Die Wirkung kann meist durch Stellschrauben beeinflusst werden, getrennt für Druckstufe (Einfedern, Einsteller unten) und Zugstufe (Ausfedern, Einsteller oben).

### Abstimmung
Moderne Teleskopgabeln bieten die Möglichkeit der Fahrwerksabstimmung ohne die Gabel zu öffnen. Bei einer „voll einstellbaren“ Federung sind einstellbar:
- Federvorspannung (Federbasis): Damit kann die Gabel an unterschiedliche Belastungen, zum Beispiel bei Soziusbetrieb angepasst werden. Dabei wird meist angestrebt, das Verhältnis von Negativ- zu Positivfederweg bei unterschiedlicher Belastung gleich zu halten, zum Beispiel bei 30:70. Öhlins beschreibt die Einstellung der Federbasis wie folgt: Im ersten Schritt wird das Vorderrad voll entlastet (Rad freischwebend) und die Länge von der oberen Gabelbrücke zur Achsaufnahme gemessen. Im belasteten Zustand (ohne Fahrer) soll der Unterschied zwischen dem völlig entlasteten Vorderrad 15 bis 30 mm, mit Fahrer zwischen 35 und 50 mm betragen.[18]
- Zugstufe (Zugdämpfung) und Druckstufe (Druckdämpfung) werden durch Stellschrauben getrennt eingestellt. Diese Schrauben beeinflussen den Querschnitt eines Ölkanals, so dass der durch die Pumpbewegung entstehende Ölstrom unterschiedlich gedämpft wird. Beim Einfedern wirkt die Druckstufe, beim Ausfedern die Zugstufe. Neueste Entwicklung hier ist die getrennte Einstellung der Druckstufe in High- und Low-speed. Darunter ist die Einfedergeschwindigkeit (schnell und langsam) zu verstehen, nicht die Fahrzeuggeschwindigkeit. Generell soll bei der Einstellung von Zug- und Druckstufe immer von der Grundeinstellung der Bedienungsanleitung oder der Angaben des Herstellers ausgegangen werden. Öhlins empfiehlt von der Zug- über die Druckstufe immer nur kleinschrittig vorzugehen und stets nur eine Einstellung vorzunehmen.[19] Bei älteren Telegabeln erfolgt die Anpassung der Federvorspannung durch Distanzelemente, die üblicherweise zwischen dem oberen Federlager und der Feder eingelegt werden. Die Dämpfung kann durch Gabelöl unterschiedlicher Viskosität angepasst werden. Niederviskose Öle verringern, höherviskose Öle erhöhen die Dämpfung. Bei manchen Gabeln, beispielsweise BMW R 80 GS, sind Zug- bzw. Druckstufendämpfung separat in jeweils einem Gabelholm lokalisiert, so dass diese durch Einfüllen verschiedener Öle getrennt eingestellt werden können. Nachteil dieser Bauweise ist eine stärkere Neigung zur „Verspannung“ der Gabel, wenn sie mit hoher Druckstufendämpfung betrieben wird.

### Luftkammer
Den wesentlichen Teil der Federung leistet die Schraubenfeder im Gabelbein, zusätzlich wirkt das Luftvolumen über der Ölfüllung als Gasfeder, deren Wirkung mit der Einfederung kontinuierlich zunimmt und somit vor dem Anschlag ihr Maximum erreicht. Die eingefüllte Ölmenge verändert das Volumen dieser Gasfeder und beeinflusst daher, wenngleich in engen Grenzen, die Federkennlinie bei voller Einfederung. Das „Auf-Block-Gehen“ einer Teleskopgabel kann damit verhindert werden.
Das Volumen der Luftkammer wird durch eine Schraube am Gabelverschlussstopfen eingestellt. Eine Verkleinerung der Luftkammerhöhe verändert die Wirkung des eingeschlossenen Luftvolumens als Gasfeder. Teilweise werden auch Teleskopgabeln (etwa die Öhlins FG 670) gebaut, die ganz oder kombiniert mit Druckluft die Federwirkung aufbauen oder erhöhen; diese Bauweise hat sich jedoch bislang nur im Rennsport durchgesetzt.

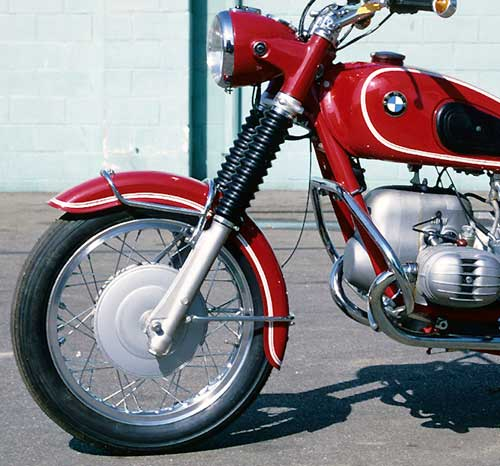
Klassische Teleskopgabel mit Faltenbalg

### Faltenbalg
Der in die Tauchrohre führende Schiebeweg der Standrohre wurde lange Zeit durch Faltenbälge gegen Staub geschützt. Seit etwa 30 Jahren allerdings nimmt deren Gebrauch bei Straßenfahrzeugen ab, und der eintauchende Bereich der Standrohre bleibt sichtbar. Die Schutzwirkung sollen stattdessen zusätzliche Abstreifringe übernehmen, teils auch Staubkappen oder Gabelprotektoren, welche die Standrohre und die Dichtungen vor anfliegendem Schmutz und Insekten schützen.

## Vor- und Nachteile
Die Vorteile der Teleskopgabel liegen in der kompakten Bauweise, im geringen Trägheitsmoment um die Lenkachse (Steuerkopf) und der relativ guten Steifigkeit.
Nachteilig ist das ausgeprägte Bremstauchen. Die Teleskopgabel federt bei hohen Bremsverzögerungen verhältnismäßig tief ein. Durch das starke Einfedern wird nicht nur der Positivfederweg reduziert, sondern auch der Nachlauf verkürzt und der Lenkkopfwinkel steiler; dadurch wird die Fahrstabilität verringert. (b)
Mit zunehmendem Standrohrdurchmesser, um den hohen Biegekräften beim Bremsvorgang konstruktiv vorzubeugen, nehmen die Reibungskräfte und damit die Losbrechkraft durch die größeren Gabeldichtringe zu. Das beeinflusst das Ansprechverhalten insbesondere bei kleinen Fahrbahnunebenheiten.
Beim einseitigen Anbau einer Scheibenbremse wird beim Bremsen durch die Verschränkung der Gabel die Fahrstabilität beeinflusst. (c)
Mechanische, hydraulische und elektromechanische Einrichtungen zur Verminderung des Bremstauchens (Anti-Dive) kamen in den 1980er Jahren auf den Markt, zeigten aber meist keine befriedigende Wirkung und konnten sich so auf Dauer nicht durchsetzen.

## Alternativen
Als Alternative zur Teleskopgabel war vor allem in den 1950er und 1960er Jahren die geschobene Langarmschwinge verbreitet. Sie verhindert das Eintauchen beim Bremsvorgang und ermöglicht dennoch großzügige Federwege und ein besonders feines Ansprechen auf Fahrbahnunebenheiten. Wegen ihres hohen Gewichts und der damit verbundenen hohen gelenkten Masse konnte sie sich jedoch nicht dauerhaft durchsetzen. Weiterhin waren an einfachen Motorrädern Kurzschwingen verbreitet; an Motorrollern mit kleinen Laufrädern sind sie bis heute üblich. Die seltene Achsschenkellenkung und neuerdings die Radnabenlenkung als Vorderradaufhängung sind wegen ihrer Komplexität und ihrer höheren Kosten Nischenprodukte geblieben – das ungewöhnliche Aussehen trägt sicher ebenso dazu bei. 1993 entwickelte BMW die Telelever, eine Mischung zwischen Tauchgabel und hochgelegter Schwinge, die seitdem in verschiedenen BMW-Motorrädern eingesetzt wurde. 2004 entstand, wiederum von BMW, die Duolever, eine Weiterentwicklung der Hossack-Gabel mit Anleihen bei der Trapezgabel: Die ungefederte Radgabel wird über zwei längs eingebaute Dreieckslenker mit dem Rahmen verbunden; ein scherenartiges Gelenk überträgt die Lenkbewegung.